# 首爾上岩初等學校
首爾上岩初等學校(韓文：서울상암초등학교)是位於南韓首爾麻浦區上岩洞的一所公立小學。